# Юнак Ольга Іванівна
Ольга Іванівна Юнак (нар. 9 травня 1905, Київ — пом. 5 травня 1993) — українська художниця-графік; член Спілки художників України. Дружина художника Володимира Фатальчука; сестра художниці Марії Юнак.

## Біографія
Народилася 9 травня 1905 року в місті Києві (тепер Україна). 1929 року закінчила Київський художній інститут (учениця Василя Касіяна, Іларіона Плещинського, Антона Середи, Софії Налепінської-Бойчук і Володимира Юнґа). 
Нагороджена Грамотою Президії Верховної Ради УРСР та медалями.
В роки Великої Вітчизняної війни 1941-45 рр.  тисячними тиражами виходили друком та репродукувалися у пресі УРСР та СРСР плакати Фатальчука та Юнак загальнополітичного та воєнного  змісту. 
Справжніми досягненнями Володимира Фатальчука та Ольги Юнак у царині книжкової ілюстрації визнано оформлення та низку гравюр до 4-томної «Антології української поезії», антології «Український драматичний театр», повістей Вольтера, збірки «Українські історичні пісні», ілюстрації до збірок віршів Павла Тичини (1949), Максима Рильського (1959) та Лесі Українки (1971), прозових творів Олександра Грибоєдова (1951), Льва Толстого (1951), Миколи Гоголя (1959 та 1964), Адама Міцкевича (1964), Григорія Квитки-Основ'яненка (1965), Натана Рибака (1953) та Івана Ле (1975), численні плакати на літературно – мистецькі теми. 
Творчість В. Фатальчука та О. Юнак у газузі книжкової графіки дістала високих оцінок в узагальнювальній статті Д. Шмаринова «Радянська графіка» (V-та збірка «Искусство книги»: видавництво «Книга», Москва. 1968,стор.7, їй також присвячено спеціальні публікації у пресі СРСР та УРСР («Искусство книги (заметки художника_» - газета «Советская культура» за 17 11 1960, М. Нестеренко, «Майстер книжкової графіки» - газ. «Літературна Україна»,
№ 46 від 15 06 1973,О. Ошуркевич, «Щедра нива життя», газета «Будівник комунізму» від 04 01 1976 та ще у 35-ти пресових нарисах, оглядах та рецензіях.
З 1935 по 1979 роки подружжя Володимир Фатальчук – Ольга Юнак брала участь у республіканських, всесоюзних та міжнародних виставках, книжкової й промислової графіки та плакату. Роботи митців експонувалася на художніх форумах у Лецпцизі, Бухаресті, Празі, Брюсселі та Монреалі.
Жила в Києві, в будинку на вулиці Червоноармійській. Померла 5 травня 1993 року.
Оригінальне поліграфічне та медальєрне  надбання митців зберігається, зокрема, у Державному Ермітажі у Санкт – Петербурзі та Архіві-музеї літератури та мистецтва у Києві у спец фондах.

## Творчість
Працювала в галузі книжкової графіки та плаката, медальєрного мистецтва разом з чоловіком. Серед робіт:
плакати
- «Більшовицька віялка. Через суцільну колективізацію знищимо куркуля як клясу, перетворимо село старе на нове, соціалістичне» (1931);
- «Слава радянським партизанам…» (1944);
- «Прекрасна Україна — возз'єднана, єдина» (1945);

оформлення та ілюстрації до книжок
- «Вибрані твори» Оноре де Бальзака (1950);
- «Українські народні казки» (1951);
- «Літопис великої дружби». Збірник (Київ, 1954);
- «Запорожець за Дунаєм» Семена Гулака Артемовського (клавір, 1954);
- «Антологія української поезії» (1957);
- «Лісова пісня» Лесі Українки (1958);
- «Українська драматургія першої половини XIX століття» (1959);
- видання Шевченкового «Кобзаря» (1960) і «Дневника» (1963);
- збірка «Українські народні пісні» (1964—1965);
- повісті «Хмельницький» Івана Ле (1969).

Крім того виготовила ювілейні медалі до 150-річчя народження Тараса Шевченка, та пам'ятні значки (1964—1970), разом з Олексієм Олійником і Володимиром Фатальчуком.
Брала участь у всеукраїнських виставках з 1935 року, всесоюзних з 1950 року, зарубіжних з 1958 року.